# 그대를 사랑합니다 (영화)
《그대를 사랑합니다》는 2011년 2월 17일에 개봉한 추창민 감독의 영화이다. 네 명의 노인의 사랑을 그린 작품이다. 대한민국의 만화가인 강풀(강도영)이 2007년 4월 8일부터 2007년 9월 10일까지 다음 만화속세상에 연재했던 웹툰 그대를 사랑합니다를 원작으로 한다.

## 줄거리
주인공 김만석은 매일 새벽에 오토바이를 타며 온 동네에 우유 배달을 다니는 우유배달원이다. 송씨는 같은 동네에 폐지를 줍는 일을 하는 사람이다. 어느 날 우연히, 송씨는 김만석의 오토바이에서 튕긴 돌에 맞고 리어카와 함께 넘어진다. 평소에는 무뚝뚝하고 차가운 김만석은 송씨를 자주 마주치면서 그녀에게 마음을 열기 시작한다. 혼자 사는 송씨도 김만석에게 따뜻함을 느끼기 시작한다.
장군봉은 이 영화의 또다른 주인공이다. 그는 그의 아내와 함께 이 동네에서 자식 셋을 키우고 내보냈다. 그 후 그의 아내는 치매에 시달렸고, 그는 그런 그의 아내를 보살피기 위해 아침마다 집 대문을 잠그고 주차장 관리직을 맡는다.
어느 날 장군봉은 출근 할 때 집 대문을 잠그고 나가는 것을 잊어버린다. 아니나 다를가, 장군봉의 아내는 그가 출근해 있는 틈을 타서 집 밖을 나간다. 치매에 걸린 그녀는 곧 길을 잃는다.
같은 날, 김만석은 산책을 하러 밖으로 나가려던 참이었다. 밖에 나가자, 그는 추위에 떨고 있는 장군봉의 아내를 처음 마주친다. 그녀는 김만석을 장군봉이라 생각하며 계속해서 매달린다. 김만석은 그런 그녀의 가족을 찾아주기 위해 온 동네를 돌아다닌다.
장군봉은 그의 아내가 집 밖으로 나갔다는 사실을 송씨에게 전해 듣는다. 그리고는 송씨와 함께 그의 아내를 찾으러 다닌다.
오랜 시간 끝에 김만석과 장군봉의 아내와 장군봉과 송씨가 만난다. 이 일을 계기로 넷은 친구가 된다.
이후 김만석은 송씨에게 계속하여 감정을 표현하며 둘은 사랑하게 된다.
하지만 장군봉은 큰 결심을 하게 된다. 아내와 함께 세상을 떠나려고 한다. 떠나기 전에 그는 자식들을 불러모아 밥을 먹는다. 그리고 자식들을 돌려 보내고 자기와 자기 아내가 살고 있는 방의 모든 출입구를 테이프로 밀봉하고 약을 갈아서 아내에게 먹이고 연탄을 피워 아내와 함께 동반 자살을 한다. 둘은 손을 꼭 잡고 세상을 떠난다.
만석은 이 사실을 장군봉 본인에게서 온 편지로 전해 듣는다. 그 편지에는 자식들이 본인의 죽음을 알게 되면 슬퍼할까봐 뒷처리를 부탁하는 내용이었다.
이런 장군봉과 그의 아내를 보며 송씨는 죽음으로 인한 헤어짐에 대한 두려움으로 인해 김만석을 두고 고향으로 떠난다.
이후 김만석은 임종을 맞이한다.

## 캐스팅
- 이순재 – 김만석 역
- 윤소정 – 송이뿐 역
- 송재호 – 장군봉 역
- 김수미 – 조순이 역
- 오달수 – 달수 역
- 송지효 – 김연아 역
- 이상훈 – 덕배 역
- 김비비 – 영옥 역
- 박남희 – 만석 처 역
- 이준혁 – 사진기사 역
- 강현중 – 젊은 상태 역
- 이채은 – 젊은 송이뿐 역
- 허남일 – 만석 아들 역
- 강수영 – 만석 며느리 역
- 김남준 – 영옥 남편 역
- 박경근 – 군봉 장남 역
- 조재윤 – 군봉 차남 역
- 라미란 – 간호사 역
- 유순철 – 늙은 상태 역
- 길해연 - 군봉 며느리 1 역
- 전배수 - 동사무소 직원 4 역
- 이봉련 - 동사무소 여직원 역
- 이문식 – 스크래치 역 (특별출연)
- 이문수 – 덕배 부 역 (특별출연)
- 김향기 – 가로등 꼬마 역 (특별출연)

## 같이 보기
- 아파트
- 바보
- 순정만화
- 통증
- 26년
- 이웃사람